# Louredo (Maside)
Louredo (llamada oficialmente Santa María de Louredo) es una parroquia y un lugar del municipio español de Maside, en la provincia de Orense, Galicia.

## Organización territorial
La parroquia está formada por ocho entidades de población:

### Entidades de población
Entidades de población que forma parte de la parroquia:
- Carreira (A Carreira)
- Espiñeiros
- Louredo
- Manzós
- Martín de Louredo
- Outeiro (O Outeiro)
- Rivadal (Ribadal)

### Despoblado
Despoblado que forma parte de la parroquia:
- Sante

## Demografía

### Parroquia
| Gráfica de evolución demográfica de Louredo (parroquia) entre 2000 y 2022 |
|                                                                           |
| Datos según el nomenclátor publicado por el INE.                          |

### Lugar
| Gráfica de evolución demográfica de Louredo (lugar) entre 2000 y 2022 |
|                                                                       |
| Datos según el nomenclátor publicado por el INE.                      |